# بیماری هک
بیماری هِک،( Heck's disease) که به عنوان هیپرپلازی اپیتلیال فوکال (Focal Epithelial Hyperplasia) نیز شناخته می‌شود، نوعی بیماری خوش‌خیم و بی‌علامت است که با پاپول‌های متعدد سفید متمایل به صورتی شناخته می‌شود. این پاپول‌ها که به صورت پراکنده در حفره دهان ایجاد می‌شوند، می توانند با مورفولوژی سطحی، کمی رنگ پریده، صاف یا زبر ظاهر شوند. این بیماری توسط ویروس پاپیلوم انسانی نوع ۱۳ و ۳۲ ایجاد می‌شود. سلول‌های سطحی با سیتوپلاسم واکوئله در اطراف هسته‌های نامنظم و پیکنوتیک و گاهی هم سلول‌هایی با تغییرات شبیه به میتوز در اپیتلیوم بالغ و کاملاً تمایز یافته دیده می‌شوند. یکی از ویژگی‌های بافت‌شناسی متمایز، برآمدگی‌هایی با اجسام میتوزوئیدی است. در معاینه، ظاهری "سنگفرشی" دارد. این بیماری اولین بار در جمعیت بومی آمریکای شمالی شناسایی شد.
این بیماری با گذر زمان، بدون درمان به‌طور خود به خود پسرفت می کند.